# جيف هاميلتون (قائد فرقة)
جيف هاميلتون (بالإنجليزية: Jeff Hamilton)‏ هو عازف جاز وملحن أمريكي، ولد في 4 أغسطس 1953 في ريتشموند في الولايات المتحدة.

## وصلات خارجية
- الموقع الرسمي
- جيف هاميلتون على موقع ميوزك برينز (الإنجليزية)
- جيف هاميلتون على موقع أول ميوزيك (الإنجليزية)
- جيف هاميلتون على موقع ديسكوغز (الإنجليزية)